# Orchestra Sinfonica di Cincinnati
L'Orchestra Sinfonica di Cincinnati (Cincinnati Symphony Orchestra) è un'orchestra americana con sede a Cincinnati, Ohio. La sua sala concerti principale è la Cincinnati Music Hall. Oltre ai suoi concerti sinfonici, l'orchestra tiene concerti 'pop' con il nome di Cincinnati Pops. L'Orchestra Sinfonica di Cincinnati è l'orchestra residente al Festival di Maggio di Cincinnati, all'Opera di Cincinnati e al Balletto di Cincinnati.

## Storia
Diverse orchestre erano esistite a Cincinnati tra il 1825 e il 1872. I'Ensemble immediatamente precedente l'orchestra attuale era l'Orchestra di Cincinnati, fondata nel 1872. Nel 1893, Helen Taft fondò l'Associazione Orchestra di Cincinnati e il nome dell'orchestra fu formalizzato in Orchestra Sinfonica di Cincinnati. L'Orchestra Sinfonica di Cincinnati diede i suoi primi concerti nel 1895 al Teatro dell'Opera di Pike. Un anno dopo, l'orchestra si trasferì alla Music Hall. Il suo primo direttore fu Frank Van der Stucken, un musicista texano di origini fiamminghe, che servì fino al 1907. Nei primi anni, l'orchestra accolse compositori come Richard Strauss e Edward MacDowell. L'orchestra eseguì anche la prima statunitense della Sinfonia n. 5 di Gustav Mahler.

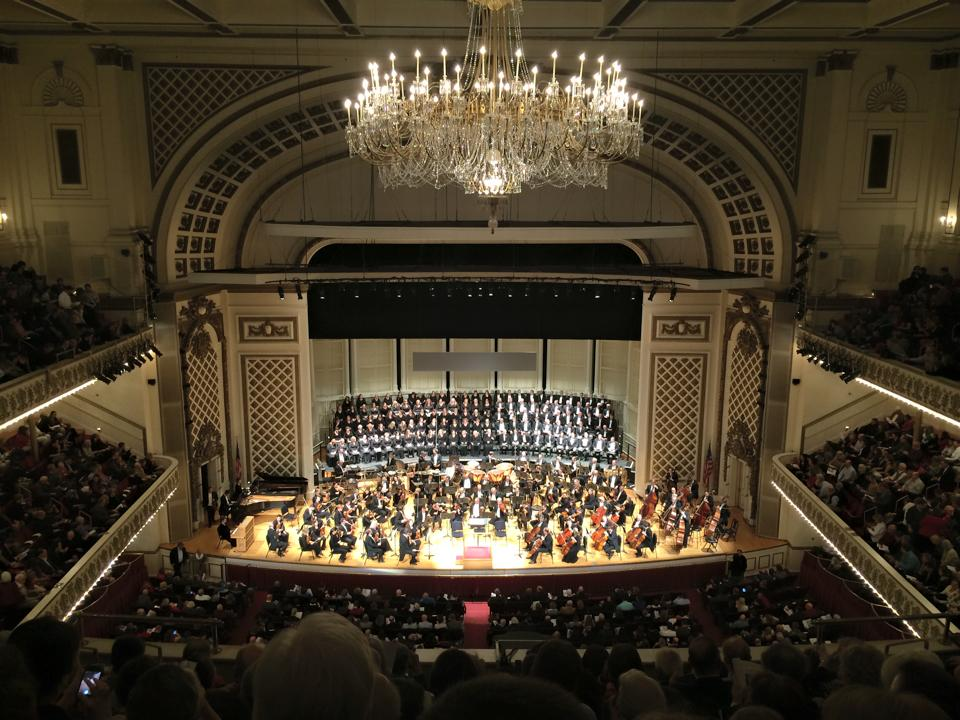

Per tre anni, l'orchestra rimase sciolta a causa di controversie di lavoro e problemi finanziari. Al momento della sua ristrutturazione nel 1909, Leopold Stokowski, allora un giovane organista Inglese, servì come direttore musicale dell'orchestra di recente organizzata, per 3 anni, fino al 1912, il suo primo incarico di direttore di musica di qualsiasi orchestra. Nel 1911, l'orchestra si trasferì dalla Music Hall all'Emery Auditorium. I direttori di musica successivi furono Ernst Kunwald durante il 1918, Eugène Ysaÿe (1918-1922), Fritz Reiner (1922-1933), e Eugene Goossens (1933-1947). L'orchestra tornò alla Music Hall nel 1936. I suoi punti di riferimento musicali durante questo periodo comprendevano la prima americana di Mahler della Sinfonia n. 3 (1912), le sue prime incisioni (1917), il primo tour nazionale, e le anteprime mondiali delle Fanfare per l'uomo comune e il Ritratto di Lincoln di Aaron Copland.
Thor Johnson diventò direttore musicale nel 1947, e diresse l'orchestra in alcune delle prime registrazioni stereo per la Remington Records. Max Rudolf succedette a Johnson nel 1958. Thomas Schippers divenne direttore musicale nel 1970, ma morì improvvisamente nel 1977. L'Orchestra Pops di Cincinnati fu costituita nel 1977, con Erich Kunzel come suo direttore. Dopo la morte di Schippers, Walter Susskind ha lavorato come consulente artistico dell'Orchestra dal 1978 fino alla sua morte nel 1980.
Nel 1980 Michael Gielen divenne direttore musicale e ricoprì la carica fino al 1986. Jesús López-Cobos divenne direttore musicale nel 1986. I suoi successi comprendono una direzione in un tour europeo del 1995, il loro primo dal 1969, e la loro prima apparizione televisiva nazionale su PBS . Il suo 15º anno come direttore musicale rimane il mandato più lungo dell'orchestra. Nel settembre 2001 è diventato direttore musicale emerito dell'orchestra.

## Storia  recente
Dal 2001 al 2011, il direttore musicale dell'orchestra fu Paavo Järvi. L'orchestra fece un certo numero di registrazioni per l'etichetta Telarc durante il mandato di Järvi. Nel gennaio 2007 l'orchestra ha riportato difficoltà finanziarie, con in proiezione un deficit monetario di circa US $ 2 milioni di dollari per l'anno fiscale corrente. Nel 2009 queste difficoltà, oltre all'acquisto di Telarc da parte del Gruppo Concord Music, hanno portato alla risoluzione del contratto di registrazione dell'orchestra. Alla fine del 2009, mecenate e filantropo di Cincinnati Louise Nippert annunciò un dono di $ 85M (USD) per l'orchestra. Fu programmato che l'orchestra ricevesse direttamente circa $ 3M ogni anno (circa il 75% della sua distribuzione annuale). Il 12% e il 5% fu destinato alle aziende di Cincinnati di Opera e Balletto, rispettivamente, con l'intento di mantenere l'Orchestra Sinfonica di Cincinnati come orchestra residente per quelle organizzazioni.
Nel dicembre 2010, John Morris Russell fu nominato nuovo direttore dei Cincinnati Pops, dopo la morte nel 2009 di Erich Kunzel. Dopo la conclusione della sua direzione musicale nel 2011, Järvi fu nominato direttore musicale laureato. Nel gennaio 2011, nell'ambito del periodo intermedio dopo la conclusione del mandato di direttore musicale di Järvi e durante la ricerca di un nuovo direttore musicale, l'orchestra nominò un certo numero di musicisti per i posti di "direttore creativo" per curare varie serie di concerti. Per la stagione 2011-2012, questi musicisti furono:
- Rafael Frühbeck de Burgos, direttore creativo della serie Masterworks
- Philip Glass, direttore creativo della serie Boundless
- Lang Lang (pianista), direttore creativo della serie Ascent

Per la stagione 2012-2013, Frühbeck de Burgos riprese il suo ruolo di direttore creativo della serie Masterworks. Per le altre due serie, nuovi musicisti sono stati nominati come direttori:
- Jennifer Higdon, direttore creativo della serie Boundless
- Branford Marsalis, direttore creativo della serie Ascent.[4]

Nel 2010, l'Orchestra lanciò la sua propria etichetta discografica, Cincinnati Symphony Orchestra Media. L'album inaugurale della nuova etichetta, "American Portraits", fu lanciato a livello internazionale nel gennaio 2011. Nel novembre del 2011, diventò la prima orchestra al mondo a stabilire una zona di tweeting ai suoi concerti.
In 24 aprile 2012, l'orchestra nominò Louis Langrée come suo tredicesimo direttore musicale, con effetto a partire dalla stagione 2013-2014, con un contratto iniziale di quattro anni. Prese il titolo di direttore musicale designato con effetto immediato. Nel mese di marzo 2015, l'orchestra ha annunciato l'estensione del contratto di Langrée come direttore musicale per tutta la stagione 2019-2020.

## Direttori musicali
- Frank Van der Stucken (1895-1907)
- Leopold Stokowski (1909-1912)
- Ernst Kunwald (1912-1918)
- Eugène Ysaÿe (1918-1922)
- Fritz Reiner (1922-1931)
- Eugene Goossens (1931-1947)
- Thor Johnson (1947-1958)
- Max Rudolf (1958-1970)
- Thomas Schippers (1970-1977)
- Michael Gielen (1980-1986)
- Jesús López-Cobos (1986-2001)
- Paavo Järvi (2001-2011)
- Louis Langrée (2013-)

## Orchestra dei Giovani
Il CSO sostiene la Cincinnati Symphony Youth Orchestra, un programma per giovani musicisti dai 9 ai 12 anni, per coltivare il talento e fornire l'opportunità di eseguire musica al più alto livello possibile. Il CSYO è diretto dal direttore assistente del CSO, Gene Chang.